# 見島 (海防艦)
|                      |                                                                                                 |
| ロシア時代（1901年） |                                                                                                 |
| 艦歴                 |                                                                                                 |
| 起工                 | 1892年8月2日                                                                                    |
| 進水                 | 1894年8月22日                                                                                   |
| 竣工                 | 1896年ロシア海防戦艦として                                                                      |
| 就役                 | 1905年6月6日、日本海軍籍に編入                                                                  |
| 除籍                 | 1935年10月10日                                                                                  |
| その後               | 1936年1月10日、廃艦7号と仮称。 標的として使用、1936年5月5日沈没                                 |
| 性能諸元（1920年）   |                                                                                                 |
| 排水量               | 常備：4,960トン                                                                                 |
| 全長                 | 垂線間長：80.62m (264ft 6in)                                                                    |
| 全幅                 | 15.88m (52ft 1in)                                                                               |
| 吃水                 | 5.49m (18ft)                                                                                    |
| 機関                 | 円缶4基 直立3気筒3段膨張レシプロ 2軸 6,000馬力                                                  |
| 速力                 | 16ノット                                                                                        |
| 航続距離             |                                                                                                 |
| 燃料                 | 石炭 400トン                                                                                    |
| 乗員                 | 62名                                                                                            |
| 兵装                 | 露式45口径25.4cm連装砲塔 1基 安式40口12cm単装砲 4門 安式40口径7.6cm単装砲 4門 山内式短5cm砲 2門 |

見島（みしま）は、日本海軍の海防艦。
後日、砕氷艦。
その後、潜水艦母艇 として運用された。
艦名は山口県の沖、日本海に浮かぶ見島からとられる。
前身は1894年（明治27年）にロシアの新アドミラルティ造船所 で進水したロシア海軍のアドミラル・ウシャコフ級海防戦艦「アドミラル・セニャーヴィン（Адмирал Сенявин）」である。

## アドミラル・セニャーウィン

### 艦歴
新アドミラルティ―工廠で建造。1892年7月9/21日、建造開始。1893年4月8日/20日起工。1894年8月10日/22日進水。1897年7月、公試完了。
日露戦争ではニコライ・ネボガトフ少将率いる第3太平洋艦隊に属して日本海海戦に参加。5月14日/27日の昼戦では「アドミラル・セニャーウィン」は直撃弾はなかったが、破片で3名が負傷した。日没後、ネボガトフは残存艦5隻（「インペラートル・ニコライ1世」、「オリョール」、「アドミラル・セニャーウィン」と同型艦2隻）を率いてウラジオストクへ向かうが、「アドミラル・ウシャコフ」は落伍した。夜戦では「アドミラル・セニャーウィン」は日本の水雷艇34号ないし35号にとどめを刺した。5月15日/28日、ネボガトフの部隊は日本艦隊と遭遇し、降伏した。降伏時点で確認された「アドミラル・セニャーウィン」の損害は、前艦橋後方最上甲板に弾片による破孔らしきもの一つと左舷側のボートダビットヘッドに弾痕が一つ確認されたのみであった。
1905年8月31日/9月13日、除籍。

### 要目
- 排水量：計画4126トン、常備4672トン[14]
- 全長：86.41m[14]
- 垂線間長：80.62m[14]
- 最大幅：15.85m[14]
- 機関：両面式円缶4基、直立3気筒3段膨張蒸気往復動機関2基、出力計5000指示馬力、2軸[14]
- 速力：計画16ノット、公試16.12ノット[14]
- 装甲：舷側装甲帯127-254mm、主砲前楯・側楯178mm、バーベット152mm、司令塔178mmなど[14]
- 兵装[14]
  - 45口径10インチ（25.4cm）連装砲2基
  - カネー45口径12cm（4.724インチ）単装砲4基
  - ホチキス47mm単装砲6基
  - ホチキス37mm5砲身回転機砲6基
  - ホチキス37mm単装砲12基
  - 2.5インチ（63mm）速射砲2門
  - 15インチ（38.1cm）水上魚雷発射管4門

## 見島

### 艦歴
1905年6月6日に「アドミラル・セニャーウィン」は「見島」と改名されて日本海軍の軍艦籍に編入され、二等海防艦に類別された。
「見島」と「沖島」（旧「ゲネラル・アドミラル・アプラクシン」）は損傷状態も少なく、佐世保工廠での修理整備の後、樺太作戦のために新設された第四艦隊に編入された。「見島」は艦内が不潔であったため艦内消毒の上、2週間の隔離となり、それから樺太で警戒任務に従事した。
もともと海防戦艦であるため航洋能力は劣るが、防御力は戦艦に準じており、当時の日本海軍装甲巡洋艦を上回る。当初はロシア海軍時代の武装をそのまま使用していたが、本艦は1907年（明治40年）に主砲爆発事故を起こし、主砲を10吋砲（25.4cm）に換装した。4.7吋砲（11.9cm）4門は、6吋砲（15.2cm）6門に換装された。「見島」と「沖島」は兵装の変更が多い艦であったという。
「見島」は1907年8月1日に第二艦隊に編入され、翌年4月20日に予備艦となった。1909年12月1日、第二艦隊に編入。同月と翌年1月に推進器翼の脱落が発生した。1910年12月1日に予備艦となり、1911年4月11日に舞鶴海兵団の練習艦となった。
第一次世界大戦では「見島」は第二艦隊第二戦隊に属し、青島北東の労山湾で哨戒などに従事した。1914年9月29日、「沖島」とともに砲台を砲撃。11月5日には青島市街などに対する砲撃に参加し、翌日も砲撃を行った。
シベリア出兵に際し、「見島」は1918年9月から12月にかけて舞鶴工廠で砕氷艦へと改装された。
工事内容は、前部砲塔を撤去、艦首の砕氷構造、艦橋の耐寒令式とするなど。改装前の主砲は艦前方に45口径25.4cm連装砲塔を1基、艦後方に45口径25.4cm連装砲塔を1基の計4門。改装後は艦後方に45口径25.4cm連装砲塔を1基の計2門となった。
1919年2月にウラジオストク沖で砕氷実験を行ったが、以後はしばらく係留される。1920年1月30日、「見島」は「三笠」とともに北樺太の居留邦人や派遣軍の救援に向かうが、氷に阻まれた。3月下旬には「見島」は在留邦人保護などのためインペラトルスカヤ・ガヴァニへ向かっている。4月下旬、アレクサンドロフスクで避難民を収容。それから「三笠」とともに同地への陸軍の上陸を支援した。5月上旬、状況確認のため「見島」は再びインペラトルスカヤ・ガヴァニへ赴いた。
1920年（大正9年）、佐世保鎮守府に初めて潜水艇が配備される。当時の潜水艦は性能的にも技術的にも未熟で、常に母艦の支援を必要としていた。
1922年（大正11年）4月1日、「見島」は軍艦籍より除籍された。
艦艇類別等級表からも削除。
「見島」は特務艇（潜水艦母艇）に類別される。
「見島」は佐世保防備隊の潜水艦母艇として、長期間にわたり使用された。兵装や甲鈑を撤去したため「見島」の乾舷は増し、南西諸島まで潜水隊に随伴して出動することもあったという。
1924年（大正13年）3月19日、佐世保港外で佐世保鎮守府第1回基本演習がおこなわれる。第43号潜水艦は輸送船にみたてた「見島」を襲撃中、「見島」に後続していた天龍型軽巡洋艦「龍田」と衝突した。司令塔下のハッチが閉鎖されていなかったため、第43号潜水艦は浸水して沈没した。潜水艦乗組員45名 全員が殉職した。
1935年（昭和10年）10月10日、「見島」は除籍される。
翌1936年（昭和11年）1月10日には「廃艦第七号」と仮称された。
以後は実艦標的として使用される。
1936年5月4日、空母「鳳翔」、「龍驤」搭載機の爆撃標的として使用される。翌日、敷設艦「常磐」により宿毛湾へ曳航される途中、浸水のため16時43分に沈没した。

## 艦長
※『日本海軍史』第9巻・第10巻の「将官履歴」及び『官報』に基づく。
- 和田賢助 大佐：1905年6月14日 - 1905年12月12日
- （兼）高木助一 大佐：1905年12月12日 - 不詳
- 高橋助一郎 大佐：不詳 - 1907年9月28日
- 東郷吉太郎 大佐：1907年9月28日 - 1908年7月11日
- 山田猶之助 大佐：1908年7月11日 - 9月15日
- 上村経吉 大佐：1908年9月15日 - 12月10日
- 森義臣 大佐：1909年11月1日 - 1910年4月9日
- 松岡修蔵 大佐：1910年4月9日 - 12月1日
- （兼）榊原忠三郎 大佐：1910年12月1日 - 1911年1月16日
- （兼）水町元 大佐：1911年1月16日 - 4月1日
- （兼）今井兼胤 大佐：1911年4月1日 - 1912年12月1日
- （兼）本田親民 大佐：1912年12月1日 - 1914年5月27日
- （兼）三輪修三 大佐：1914年5月27日 - 不詳
- （兼）有馬純位 大佐：不詳 - 1915年10月1日
- （兼）大島正毅 大佐：1915年10月1日 - 12月13日
- （兼）四元賢助 大佐：1915年12月13日 - 1917年5月8日
- （兼）島内桓太 大佐：1917年5月8日 - 12月1日
- （兼）篠崎真介 大佐：1917年12月1日 - 1918年5月3日
- （兼）安村介一 大佐：1918年5月3日 - 11月10日
- （兼）福地嘉太郎 大佐：1918年11月10日[41] - 12月5日[42]
- 横地錠二 大佐：1918年12月5日 - 1919年2月21日
- （兼）福地嘉太郎 大佐：1919年2月21日[43] -
- 坂元貞二 大佐：1920年1月30日 - 6月3日
- （兼）福地嘉太郎 大佐：1920年6月3日[44] -
- 谷川清治 大佐：1920年12月1日[45] - 1921年12月27日[46]
- （兼）有沢四十九郎 大佐：1921年12月27日[46] -